# Nama stevensii
Nama stevensii là loài thực vật có hoa trong họ Mồ hôi. Loài này được C.L. Hitchc. mô tả khoa học đầu tiên năm 1933.